# Kluiverth Aguilar
Kluiverth Miguel Aguilar Díaz (* 5. května 2003) je peruánský profesionální fotbalista, který hraje na pozici obránce za belgický klub Lommel SK.

## Klubová kariéra
Byl zařazen do výběru „Next Generation 2020“ časopisu The Guardian. Dne 19. dubna 2020 bylo potvrzeno, že Aguilar přestoupí v roce 2021, až mu bude 18 let, do Manchesteru City za poplatek 1,5 milionu liber. Strávil jednu sezónu na hostování v partnerském klubu Lommel SK, než v létě 2022 podepsal trvalý kontrakt s tímto belgickým klubem.

## Statistiky

### Klubové
Platí k zápasu hranému 17. srpna 2023.
| Klub               | Sezóna            | Liga                       | Liga   | Liga | Národní pohár | Národní pohár | Kontinentální | Kontinentální | Ostatní | Ostatní | Celkově | Celkově |
| Klub               | Sezóna            | Soutěž                     | Zápasy | Góly | Zápasy        | Góly          | Zápasy        | Góly          | Zápasy  | Góly    | Zápasy  | Góly    |
| ------------------ | ----------------- | -------------------------- | ------ | ---- | ------------- | ------------- | ------------- | ------------- | ------- | ------- | ------- | ------- |
| Alianza Lima       | 2019              | Peruánská Primera División | 7      | 0    | 0             | 0             | 0             | 0             | 0       | 0       | 7       | 0       |
| Alianza Lima       | 2020              | Peruánská Primera División | 18     | 2    | 0             | 0             | 2             | 0             | 0       | 0       | 20      | 2       |
| Alianza Lima       | 2021              | Peruánská Primera División | 8      | 0    | 0             | 0             | 0             | 0             | 0       | 0       | 8       | 0       |
| Alianza Lima       | Celkově           | Celkově                    | 33     | 2    | 0             | 0             | 2             | 0             | 0       | 0       | 35      | 2       |
| Lommel (hostování) | 2021/22           | Challenger Pro League      | 3      | 0    | 2             | 0             | –             | –             | 0       | 0       | 5       | 0       |
| Lommel             | 2022/23           | Challenger Pro League      | 4      | 0    | 0             | 0             | —             | —             | 0       | 0       | 4       | 0       |
| Lommel             | 2023/24           | Challenger Pro League      | 1      | 0    | 0             | 0             | —             | —             | 0       | 0       | 1       | 0       |
| Celkově v kariéře  | Celkově v kariéře | Celkově v kariéře          | 41     | 2    | 2             | 0             | 2             | 0             | 0       | 0       | 45      | 2       |